# Podocarpus pseudobracteatus
Podocarpus pseudobracteatus é uma espécie de conífera da família Podocarpaceae.
Pode ser encontrada nos seguintes países: Indonésia e Papua-Nova Guiné.